# 水天宮前站
水天宮前站（日语：／ Suitengūmae eki */?）是位於日本東京都中央區日本橋蠣殼町二丁目，屬於東京地下鐵半藏門線的鐵路車站。副站名是「東京City Air Terminal前」（以前是「箱崎Air Terminal前」），但只限廣播與車內屏幕使用。車站編號是Z 10。

## 歷史
- 1990年（平成2年）11月28日：三越前站－此站間開業而開設。半藏門線的終點站。同時首次在東京的地下鐵車站設置自動行人道。
- 2003年（平成15年）3月19日：半藏門線此站－押上站間延伸段開業，成為中間站[2]。
- 2004年（平成16年）4月1日：帝都高速度交通營團（營團地下鐵）民營化，此站由東京地下鐵繼承。
- 2018年（平成30年）3月17日：與東京地下鐵日比谷線、都營地下鐵淺草線人形町站開始轉乘業務[3]。

## 車站構造
本站是島式月台1面2線的地下車站，月台位於地下3樓。在半藏門線延伸至押上站以前，本站為終點站，澀谷側設有剪式橫渡線供列車折返使用。在延伸至押上站後僅在特殊情況才使用。
月台側壁有以田原町站一樣的紋章。
過去曾設有定期券售票處，在延伸至押上站後遷移至錦糸町站。

### 月台配置
| 月台 | 路線     | 目的地                                     | 備註                                                         |
| ---- | -------- | ------------------------------------------ | ------------------------------------------------------------ |
| 1    | 半藏門線 | 大手町、澀谷、長津田方向                   | 澀谷站直通 東急田園都市線                                    |
| 2    | 半藏門線 | 押上〈晴空塔前〉、北千住、久喜、南栗橋方向 | 押上站直通 東武線 （直通至 伊勢崎線久喜站與 日光線南栗橋站） |

（來源：東京地下鐵:構內圖 （页面存档备份，存于））
東側（東京城市航空總站側）的出入口是東京都內少數設有電動步道的出入口。因此本站也具有間接的機場接駁機能。
延伸至押上延伸後，班次表有押上發至本站終停的末班車（僅平日）與本站始發往中央林間的首班車。
1998年夏季，許多半藏門線車站月台更新列車資訊顯示器，但本站僅更新廣播，直到延伸押上後才更新列車資訊顯示器。

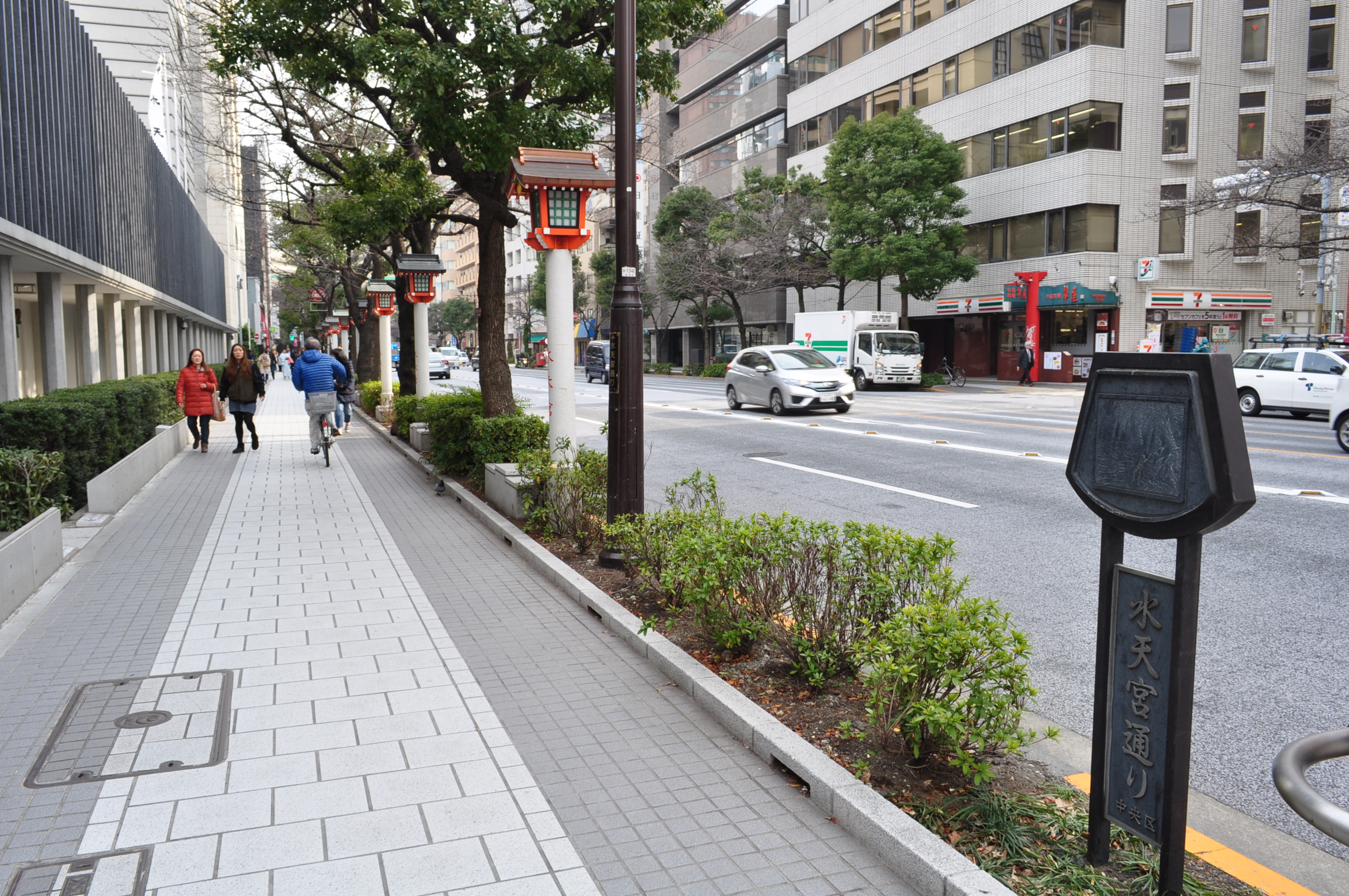
水天宮通（2018年2月28日攝）
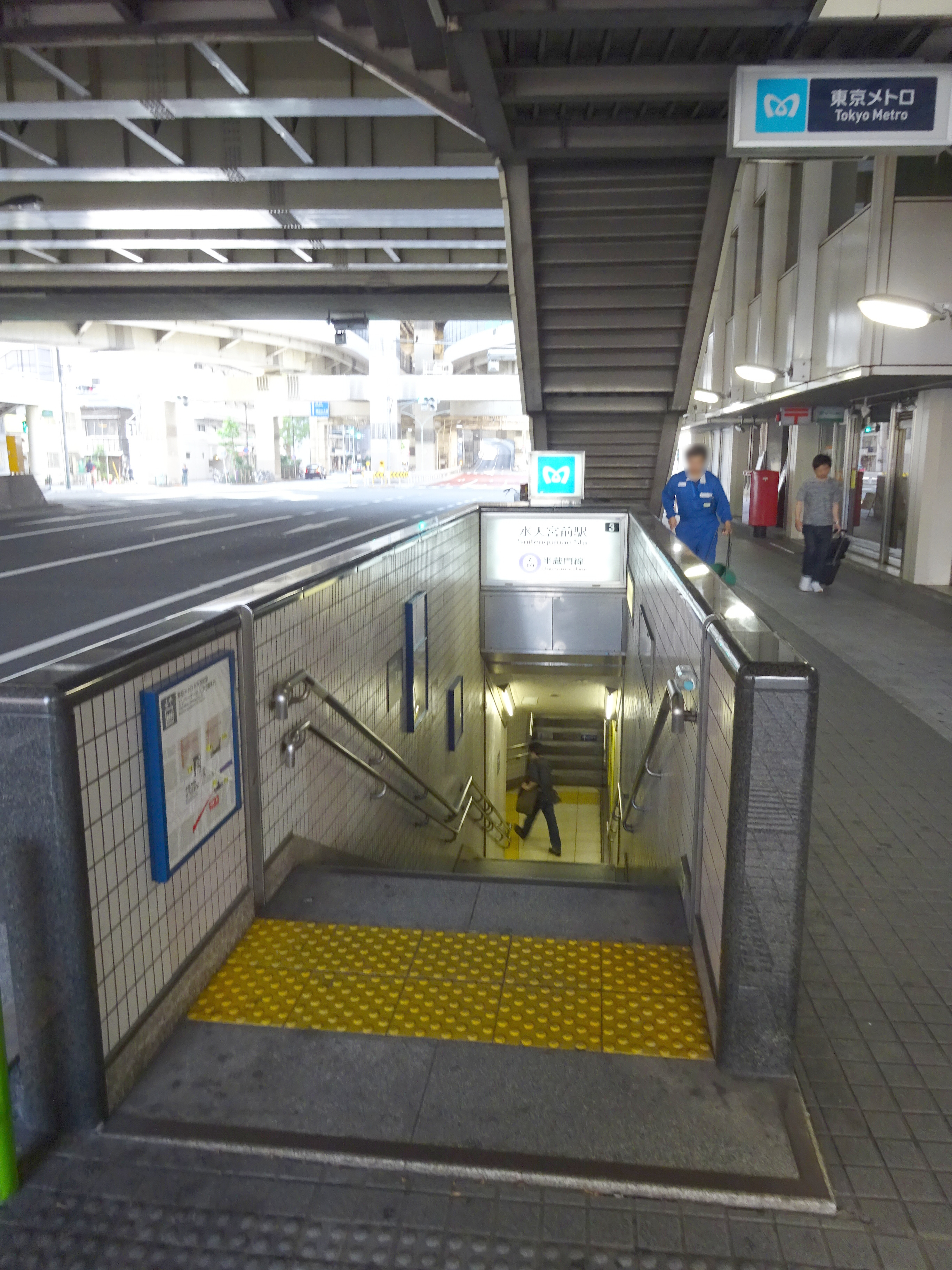
3號出入口（2016年6月18日）
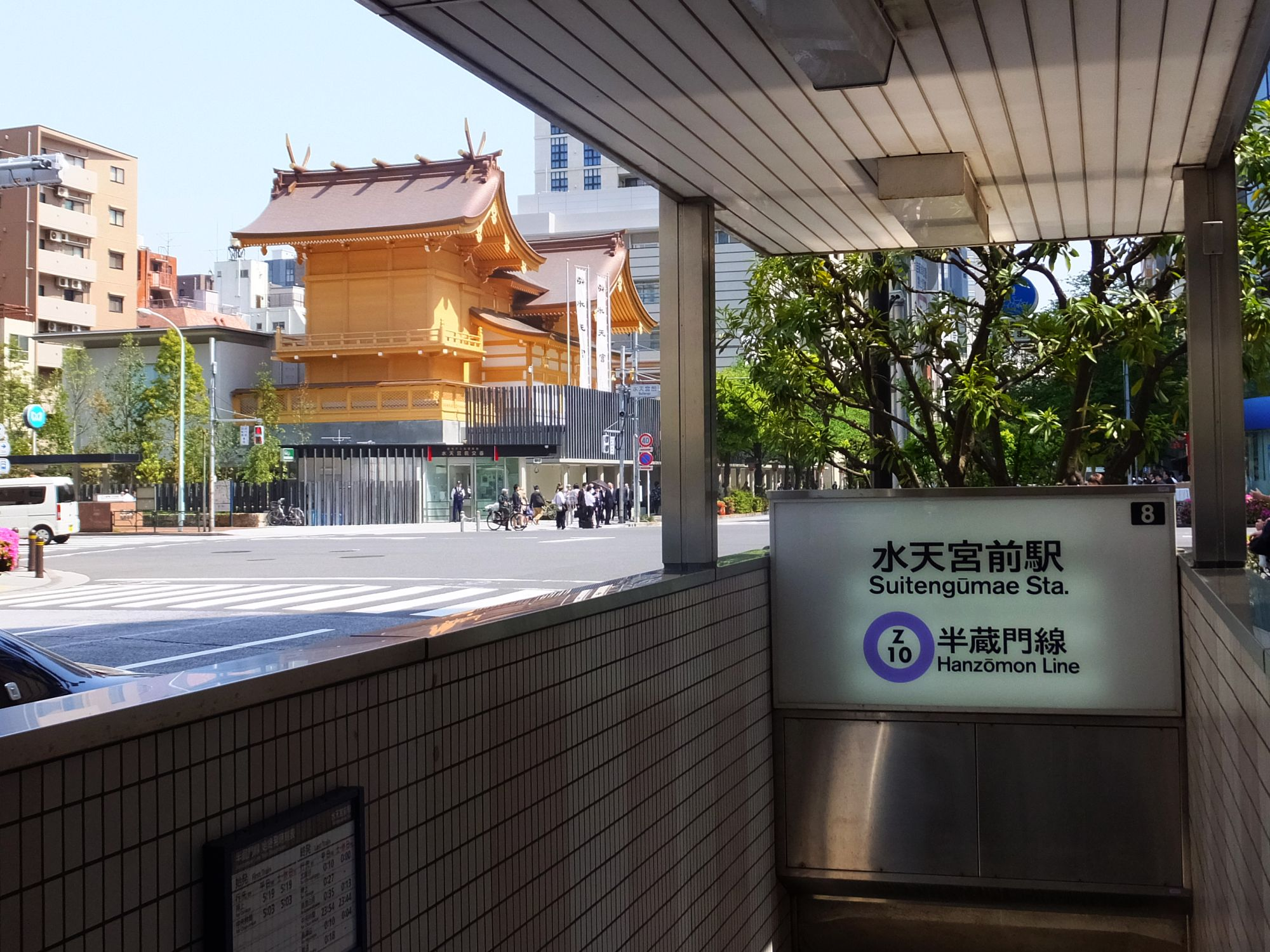
8號出入口與水天宮（2016年4月攝）
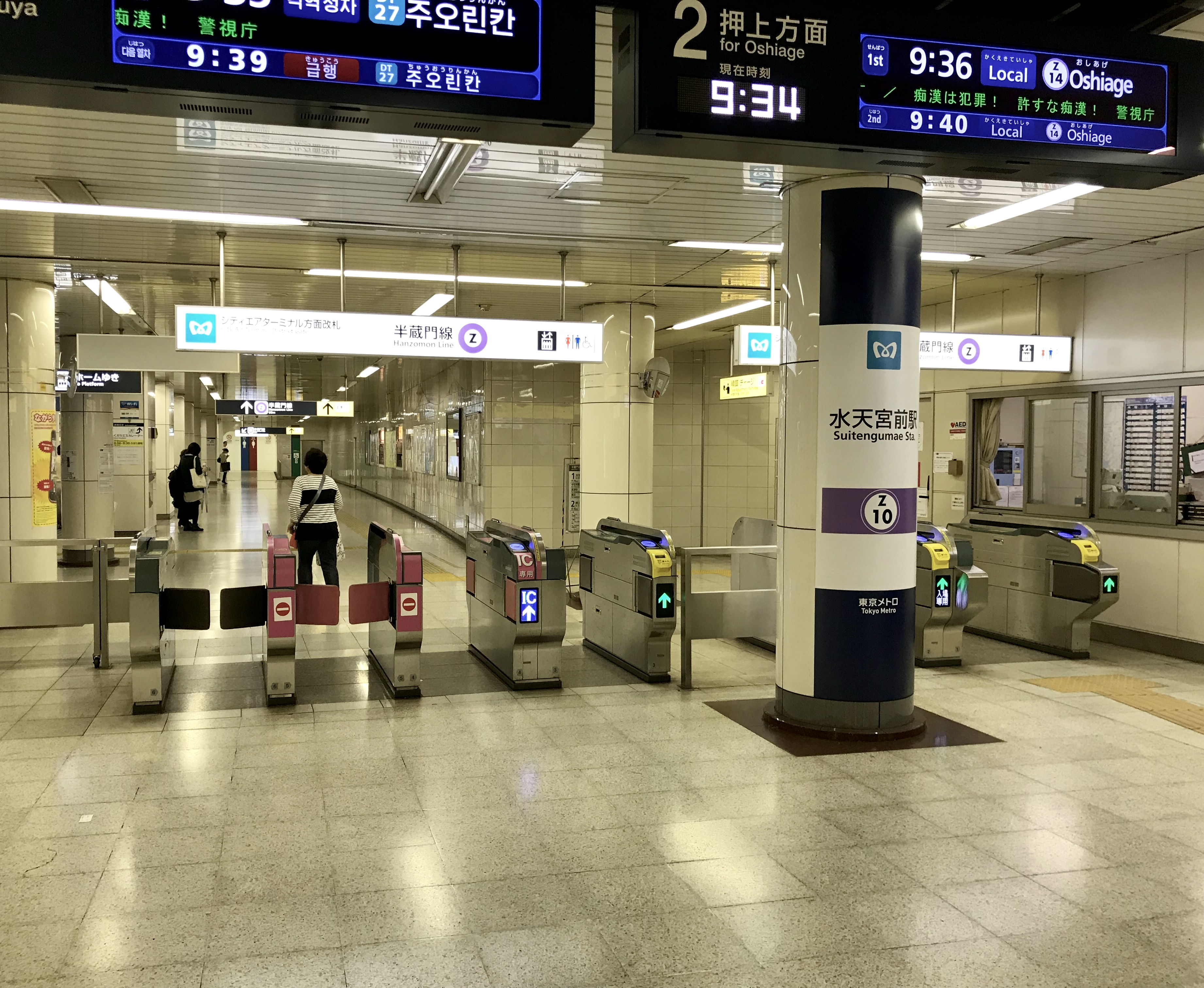
City Air Terminal方向閘口（2018年9月15日）
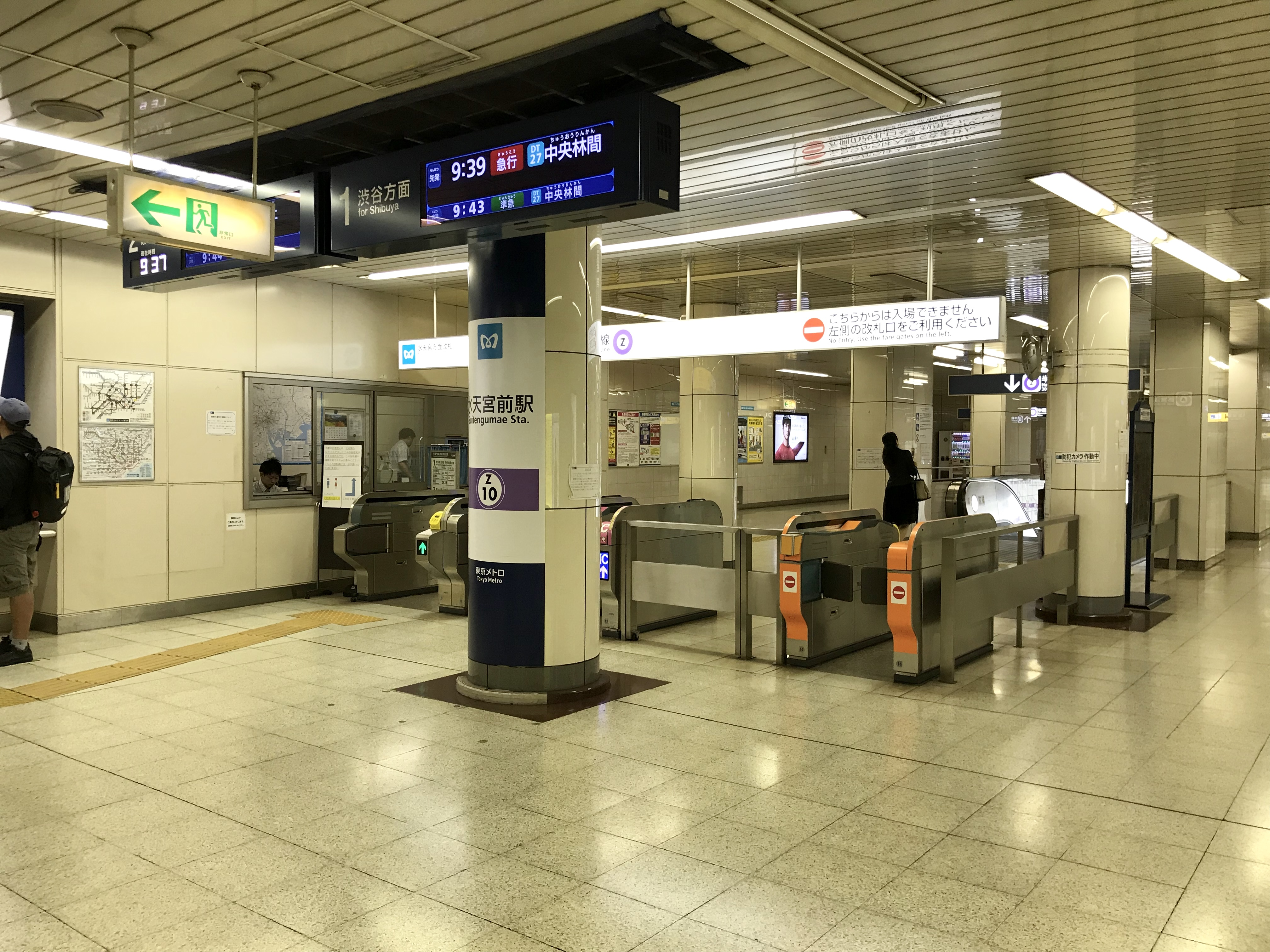
水天宮方向閘口（2018年9月15日）
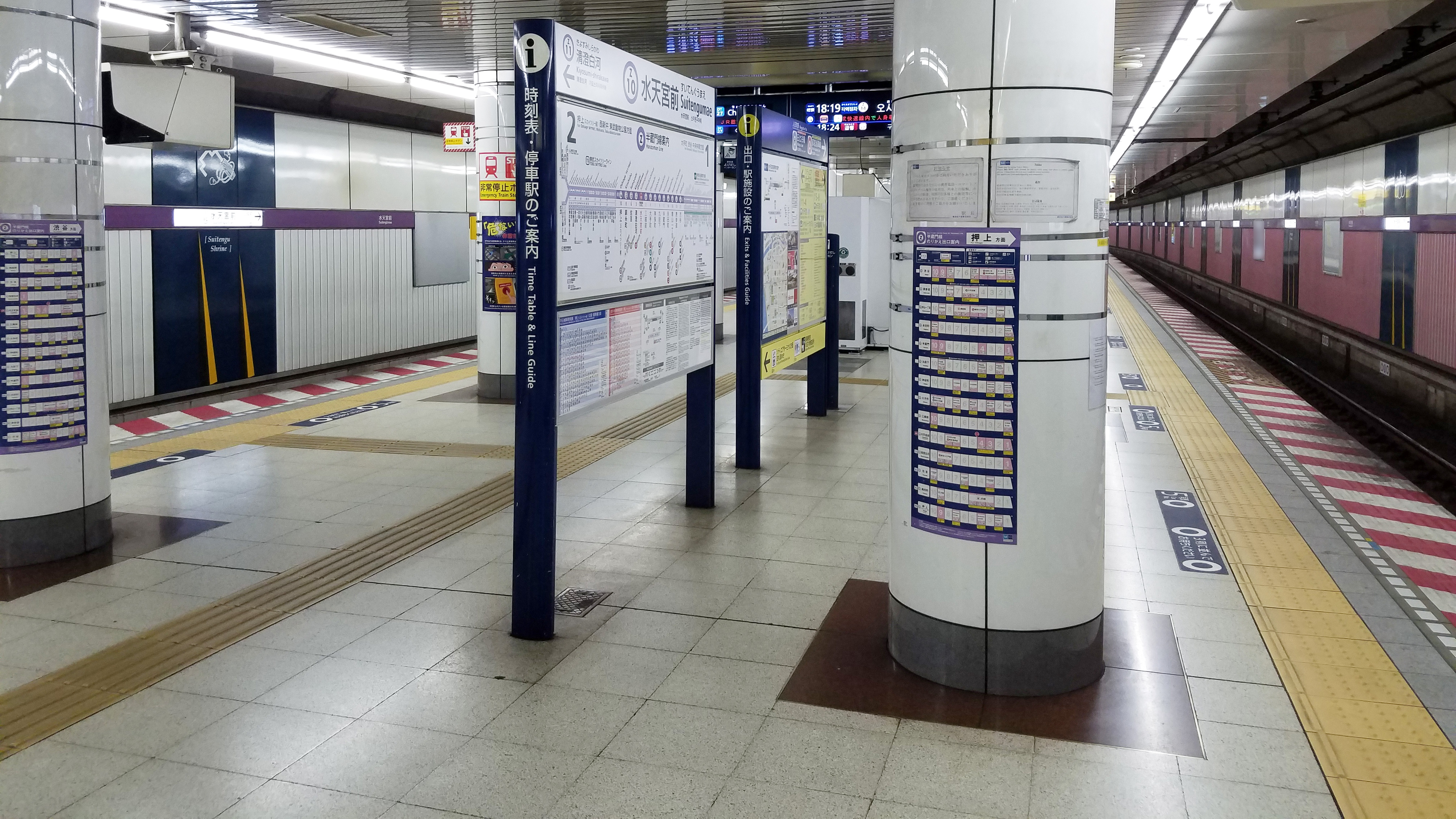
月台（2019年3月24日）
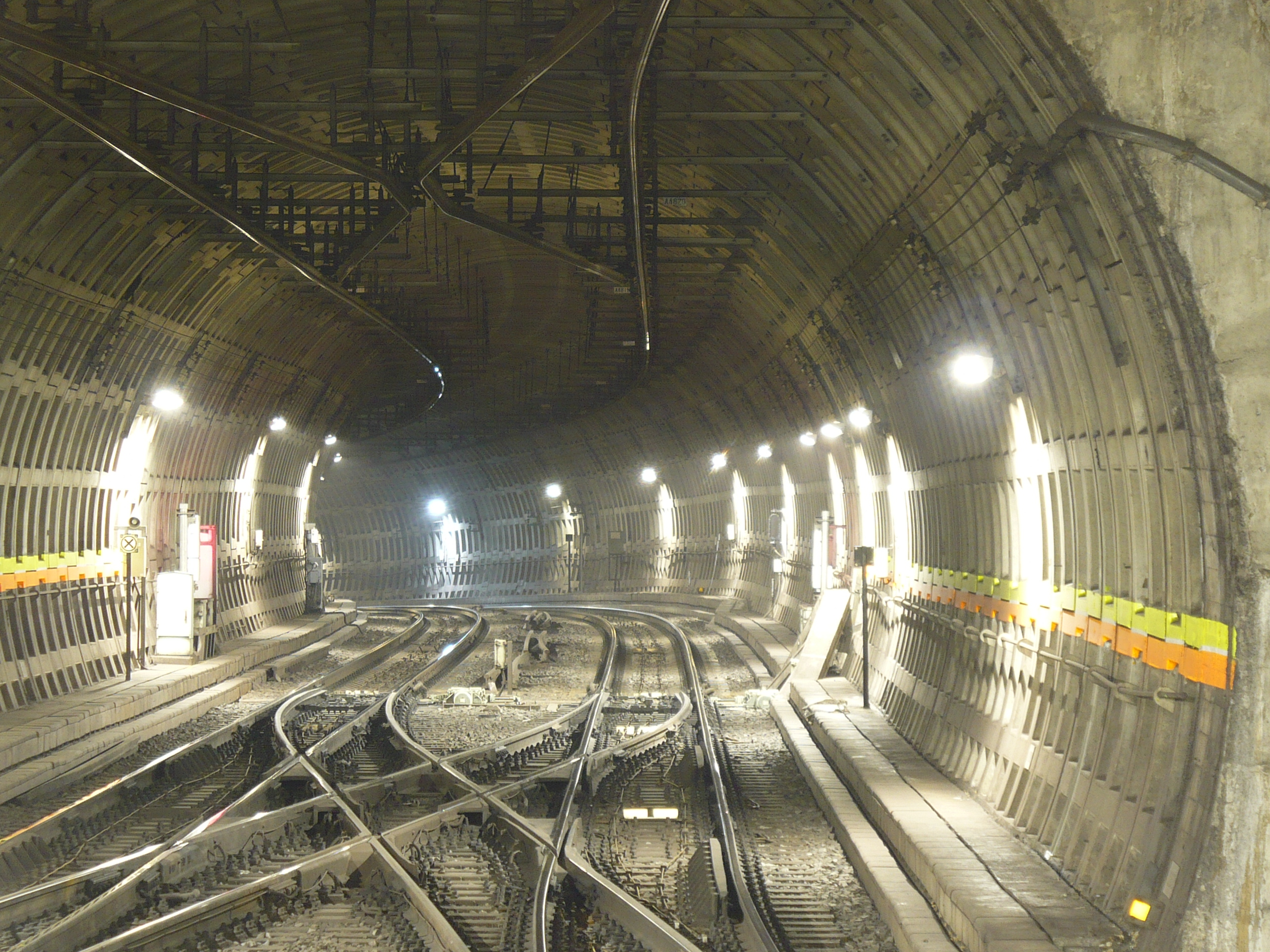
澀谷站側折返用剪式轉轍器

## 利用狀況
2017年度1日平均上下車人次為78,360人，在東京地下鐵全部130個車站當中排名第57位。
近年1日平均上下車、上車人次如下表。
| 年度               | 1日平均 上下車人次 | 1日平均 上車人次 | 來源     |
| ------------------ | ------------------ | ---------------- | -------- |
| 1992年（平成04年） |                    | 18,589           | [ * 1 ]  |
| 1993年（平成05年） |                    | 20,096           | [ * 2 ]  |
| 1994年（平成06年） |                    | 21,299           | [ * 3 ]  |
| 1995年（平成07年） |                    | 23,213           | [ * 4 ]  |
| 1996年（平成08年） |                    | 24,510           | [ * 5 ]  |
| 1997年（平成09年） |                    | 25,208           | [ * 6 ]  |
| 1998年（平成10年） |                    | 25,992           | [ * 7 ]  |
| 1999年（平成11年） |                    | 25,981           | [ * 8 ]  |
| 2000年（平成12年） |                    | 26,288           | [ * 9 ]  |
| 2001年（平成13年） |                    | 26,748           | [ * 10 ] |
| 2002年（平成14年） |                    | 27,485           | [ * 11 ] |
| 2003年（平成15年） | 59,977             | 29,249           | [ * 12 ] |
| 2004年（平成16年） | 60,569             | 30,222           | [ * 13 ] |
| 2005年（平成17年） | 59,884             | 29,978           | [ * 14 ] |
| 2006年（平成18年） | 64,081             | 32,208           | [ * 15 ] |
| 2007年（平成19年） | 68,183             | 34,481           | [ * 16 ] |
| 2008年（平成20年） | 68,147             | 34,334           | [ * 17 ] |
| 2009年（平成21年） | 68,365             | 34,452           | [ * 18 ] |
| 2010年（平成22年） | 69,042             | 34,830           | [ * 19 ] |
| 2011年（平成23年） | 68,853             | 34,710           | [ * 20 ] |
| 2012年（平成24年） | 69,837             | 35,115           | [ * 21 ] |
| 2013年（平成25年） | 69,663             | 35,016           | [ * 22 ] |
| 2014年（平成26年） | 68,752             | 34,542           | [ * 23 ] |
| 2015年（平成27年） | 73,116             | 36,757           | [ * 24 ] |
| 2016年（平成28年） | 77,899             | 39,115           | [ * 25 ] |
| 2017年（平成29年） | 78,360             |                  |          |

## 車站周邊
1a - 4出口（東側、城市航空總站方向）
- 東京城市航空總站（日语：東京シティエアターミナル）（T-CAT、車站直通）
  - 東京城市航空總站內郵便局
- 皇家花園酒店（日语：ロイヤルパークホテル）（車站直通）
- Hotel Villa Fontaine日本橋箱崎（日语：ヴィラフォンテーヌ）
- 日本IBM箱崎事業所（日语：日本IBM箱崎事業所）
  - IBM箱崎大廈內郵便局

5 - 8出口（西側・水天宮方面）
- 中央區日本橋區民中心
  - 中央區役所（日语：中央区役所 (東京都)）日本橋特別出張所
  - 日本橋公會堂
- 中央人形町二郵便局
- 甘酒橫丁
- 人形町站（日比谷線、都營淺草線） - 目前為非轉乘站。半藏門線與日比谷線沒有直接轉乘站（但可在半藏門線直通的東武伊勢崎線北千住站轉乘），而本站與人形町站是兩線最接近的車站。2017年度，為提升便利性，東京地下鐵宣布將兩站將開始連絡業務（轉乘站）[9]。
- 濱町站（都營新宿線） - 非轉乘站。

## 可供轉乘的巴士路線
最近的巴士站是永代通與水天宮通交差點附近的「水天宮前」、「水天宮前站」、及皇家花園酒店正面玄關圓環的「地下鐵水天宮前站」。可搭乘東京都交通局（都營）與日立自動車交通（日立）及日之丸自動車興業（日之丸）運行的以下路線。
水天宮前
- 錦11：往錦糸町站前、龜戶站前／往築地站前（都營）
- 秋26：往秋葉原站前（都營）

水天宮前站
- 中央區社區巴士（日语：中央区コミュニティバス）「江戶巴士」北循環：往中央區役所（日立）

地下鉄水天宮前駅
- Metro link日本橋E線：東京站八重洲口方向（日之丸）

另外，東京城市航空總站有往羽田機場及成田機場的機場接駁巴士。

## 站名由來
開業前是使用當地地名「礪殻町」作為臨時站名。但由於車站有部份用地屬於日本橋箱崎町，加上直通該地的東京城市航空總站，因此當地居民要求將站名改為「箱崎」。最後，本站選擇以附近的水天宮作為正式站名。該站名也曾做為都電的車站名。

## 相鄰車站
東京地下鐵
 半藏門線
三越前（Z 09）－水天宮前（Z 10）－清澄白河（Z 11）

### 來源
東京都統計年鑑
1. ↑  .   [2017-05-05]. （原始内容存档于2013-08-15）.
2. ↑  .   [2017-05-05]. （原始内容存档于2013-02-03）.
3. ↑  .   [2017-05-05]. （原始内容存档于2013-02-03）.
4. ↑  .   [2017-05-05]. （原始内容存档于2013-02-03）.
5. ↑  .   [2017-05-05]. （原始内容存档于2013-02-03）.
6. ↑  .   [2017-05-05]. （原始内容存档于2016-03-04）.
7. ↑  東京都統計年鑑（平成10年）PDF
8. ↑  東京都統計年鑑（平成11年）PDF
9. ↑  .   [2017-05-05]. （原始内容存档于2016-03-04）.
10. ↑  .   [2017-05-05]. （原始内容存档于2016-03-04）.
11. ↑  .   [2017-05-05]. （原始内容存档于2017-07-29）.
12. ↑  .   [2017-05-05]. （原始内容存档于2017-07-29）.
13. ↑  .   [2017-05-05]. （原始内容存档于2017-07-29）.
14. ↑  .   [2017-05-05]. （原始内容存档于2017-07-29）.
15. ↑  .   [2017-05-05]. （原始内容存档于2017-07-29）.
16. ↑  .   [2017-05-05]. （原始内容存档于2017-07-29）.
17. ↑  .   [2017-05-05]. （原始内容存档于2017-07-29）.
18. ↑  .   [2017-05-05]. （原始内容存档于2016-03-26）.
19. ↑  .   [2017-05-05]. （原始内容存档于2016-03-27）.
20. ↑  .   [2017-05-05]. （原始内容存档于2016-03-25）.
21. ↑  .   [2017-05-05]. （原始内容存档于2016-03-27）.
22. ↑  .   [2017-05-05]. （原始内容存档于2016-03-22）.
23. ↑  .   [2017-05-05]. （原始内容存档于2017-07-30）.
24. ↑  .   [2019-01-11]. （原始内容存档于2018-11-09）.
25. ↑  .   [2019-01-11]. （原始内容存档于2019-05-02）.

## 外部連結
- 水天宮前/Z10 | 路線・車站資訊 | 東京地下鐵